# Lucius Aurelius Cotta (Konsul 144 v. Chr.)
Lucius Aurelius Cotta war ein römischer Senator und Politiker im 2. Jahrhundert v. Chr. Im Jahr 144 v. Chr. amtierte er als Konsul.

## Herkunft und familiäres Umfeld
Lucius Aurelius Cotta entstammte dem Hauptzweig der Cottae der gens Aurelia, einer seit dem 3. Jahrhundert v. Chr. in den Fasten erscheinenden plebejischen Familie. Sie war vom 3. bis zum 1. Jahrhundert v. Chr. eines der einflussreichsten Geschlechter der plebejischen Nobilität und der Republik in diesem Zeitabschnitt zahlreiche Konsuln stellte, auch aus den Seitenzweigen mit den Cognomina Orestes und Scaurus. Auch die bedeutende via Aurelia (von Rom nordwärts nach Pisa) wurde von einem Angehörigen dieses Geschlechts erbaut.
Lucius Aurelius Cotta war der Sohn und der Enkel eines Lucius. Die Cottae trugen alle nur die Pränomina Gaius, Lucius oder Marcus, sodass die genauen Filiationen nicht immer sicher festgestellt werden können.

## Leben und politische Laufbahn
Die Anfänge von Cottas politischer Laufbahn sind ebenso wenig bekannt wie sein Geburtsjahr. Sicher ist, dass er um 154 v. Chr. das Amt eines Volkstribunen bekleidete. Spätestens 147 v. Chr. amtierte er als Prätor. Da er 144 v. Chr. zusammen mit Servius Sulpicius Galba das Konsulat innehatte, muss er zu diesem Zeitpunkt mindestens 43 Jahre alt gewesen sein, da dies das Mindestalter für die Wahl zum Konsul war.
Cotta stritt während seines Konsulats mit seinem Amtskollegen um die Übertragung des Oberbefehls in Spanien, zwecks Niederwerfung der dortigen Aufstände unter Viriathus. Publius Cornelius Scipio Aemilianus erreichte jedoch, dass der Krieg keinem der beiden Konsuln anvertraut wurde und stattdessen das Kommando des bisherigen Befehlshabers Quintus Fabius Maximus Aemilianus verlängert wurde.
138 v. Chr. wurde Cotta von Scipio Aemilianus wegen Erpressung angeklagt; vom Konsular Quintus Caecilius Metellus Macedonicus verteidigt, wurde er von den Geschworenen freigesprochen, angeblich um den Eindruck zu vermeiden, man habe dem Ansinnen seines hochadligen Gegners nachgegeben. Valerius Maximus folgt darin Cicero, der in seiner Rede Divinatio in Q. Caecilium diese These aufgestellt hatte. Appian dagegen behauptete, Cotta habe seine Richter bestochen.